# Kaarma kommun
Kaarma kommun var en landskommun i landskapet Saaremaa (Ösel) i Estland, belägen på ön Ösel i Östersjön. År 2014 sammanslogs kommunen med kommunerna Kärla och Lümanda för att bilda den nya kommunen Lääne-Saare.
Kommunen hade 4 608 invånare (2012). Kaarma landskommun omgav residensstaden Kuressaare, som är en självständig stadskommun, men även Kaarma kommun administrerades från Kuressaare. I kommunen ingick öarna Abrö (estniska: Abruka), Kasselaid, Linnusitamaa, Vahase och Väike-Tulpe saar.

## Orter
Kommunstyrelsen hade sitt säte i staden Kuressaare som dock inte låg i Kaarma kommun.

### Småköpingar
Följande småköpingar (estniska: alevik) låg inom kommunens område:

- Aste
- Kudjape
- Nasva

### Byar
Till kommunen hörde byarna:
- Abrö (Abruka)
- Anijala
- Ansi
- Aste
- Asuküla
- Aula-Vintri
- Eikla
- Endla
- Haamse
- Hakjala
- Hübja
- Irase
- Jootme
- Jõe
- Kaarma (tyska: Karmel)
- Kaarmise
- Kaisvere
- Kasti
- Kaubi
- Kellamäe
- Keskranna
- Keskvere
- Kiratsi
- Kirikuküla
- Koidu
- Koidula
- Kuke
- Kungla
- Käku
- Kärdu
- Laadjala
- Laheküla
- Laoküla
- Lilbi
- Maleva
- Meedla
- Metsaküla
- Mullutu
- Muratsi
- Mändjala
- Mõisaküla
- Nõmme
- Paimala
- Parila
- Piila
- Praakli
- Pähkla
- Pärni
- Põlluküla
- Randvere
- Saia
- Sepa
- Sikassaare
- Tahula
- Tamsalu
- Tõlli
- Tõrise
- Tõru
- Uduvere
- Unimäe
- Upa
- Vaivere
- Vantri
- Vatsküla
- Vestla
- Viira
- Õha